# Kobiljak (Zágráb)
Kobiljak Szeszvete városnegyed része, 1991 előtt Zágráb fővároshoz tartozó önálló település Horvátországban. Közigazgatásilag a fővároshoz tartozik.

## Fekvése
Zágráb városközpontjától 16 km-re keletre, a városból Vrbovecre és Belovárra menő régi út és a Zágrábból keletre menő vasútvonal mentén fekszik.

## Története
Az első katonai felmérés térképén „Kobiliak” néven található. Lipszky János 1808-ban Budán kiadott repertóriumában „Kobilyak” néven szerepel. Nagy Lajos 1829-ben kiadott művében „Kobilak, Kobilnyak” néven 6 házzal, 49 katolikus vallású lakossal találjuk. Zágráb vármegye Zágrábi járásához tartozott. Az első világháború után az új délszláv államhoz, majd 1929-től a Jugoszláv Királysághoz tartozott. 1941 és 1945 között a Független Horvát Állam része volt, majd a szocialista Jugoszlávia fennhatósága alá került. 1991-től a független Horvátország része.

## Egyesületek
DVD Kobiljak önkéntes tűzoltó egyesület